# Johann August Renner
Johann August Renner (1783 in Dresden–nach 1842) war ein deutscher Maler und Restaurator. 
Renner erlernte seinen Beruf als Gemälderestaurator bei Pietro Palmaroli an der Gemäldegalerie in Dresden. Er wiederum war Nachfolger Palmarolis. Er selbst hatte einen Schüler namens William Kemlein, der in Weimar als Gemälderestaurator und Zeichenlehrer wirkte. Renner lernte in Paris das Verfahren zur vollständigen Bildübertragung von Holzträgern kennen. So hatte er dieses Verfahren von seiner Studienreise vom 30. Mai 1837 bis Ende Juni 1837 nach Dresden gebracht und dort eingeführt. Zwischen 1838 und 1842 sind 19 vollständige Bildübertragungen Renners in Dresden überliefert. Auch ein Gemälde von Peter Paul Rubens auf Holz wurde von Renner restauriert.